# 345
345 је била проста година.

## Догађаји
- Трговац Тома Кански и 400 следбеника посећују обалу Малабара у Керали (Индија) и помажу тамошњој цркви.
- Кадамба династију у Индији је основао Мајурашарма.
- Констанс наређује да се у Милану изгради базилика Свете Текле.

## Смрти
- 4. фебруар – Аврамије Арвилски, персијски епископ и мученик
- 6. април  - Симеон Персијски – персијски православни свештеник и светац
- 16. јун – Патријарх Григорије Кападокијски
- 27. август – Нарн Бергамски, римокатолички епископ и светац
- 20. новембар – Авијата, Хатес и Мамлаха, сиријски православни свештеници, девице, мученици и свеци

### Датум непознат
- Абдишо, члан Цркве Истока
- Афрахат, сиријски православни свештеник и светац
- Стефан Антиохијски, византијски епископ и светац